# Rezoluția 663 a Consiliului de Securitate al ONU
Rezoluția 663 a Consiliului de Securitate al Organizației Națiunilor Unite, adoptată în unanimitate la 14 august 1990, după examinarea cererii de aderare a Principatului Liechtenstein și cercetarea raportului întocmit de Comitetul pentru admiterea de noi membri, a recomandat Adunării Generale admiterea Liechtensteinului ca stat membru al Organizației Națiunilor Unite.

## Context istoric
Parlamentul Principatului Liechtenstein⁠(d) a aprobat în unanimitate aderarea acestui stat la Organizația Națiunilor Unite în 13 decembrie 1989.

## Efect
Adunarea Generală a admis Liechtensteinul ca stat membru al Organizației Națiunilor Unite, prin aclamație, la 18 septembrie 1990.